# Driss El Mrabet
Driss El Mrabet, arab. ادريس المرابط (ur. 1 stycznia 1967) – marokański trener piłkarski. W sezonie 2020/2021 trenuje Ittihad Tanger.

## Kariera trenerska
Pierwszym klubem, który trenował Driss El Mrabet był Al-Nasr SC z Omanu. Pełnił tę funkcję od 14 września 2009 do 1 lipca roku następnego. 21 czerwca 2013 roku zaczął prowadzić kolejny klub z tego kraju – Al-Shabab. 1 marca następnego roku przestał pełnić tę funkcję i tego samego dnia znalazł nową pracę w Sur Sports Club. Pełnił tę funkcję do 21 listopada 2017 roku. W międzyczasie, od 1 lipca tego samego roku został asystentem trenera w Ittihadzie Tanger. Po zakończeniu pracy w Omanie Driss El Mrabet został szkoleniowcem Itttihadu Tanger i poprowadził zespół do zwycięstwa w GNF 1. Zdobył tytuł najlepszego szkoleniowca sezonu. Do 23 września 2018 roku (kiedy przestał pełnić obowiązki trenera) rozegrał 24 mecze. 2 lata później, 15 października 2020 roku został dyrektorem technicznym Ittihadu Tanger, a 6 listopada tego samego roku ponownie został trenerem tej drużyny, równocześnie pełniąc urząd dyrektora technicznego. Do 16 marca 2021 roku rozegrał 11 meczów.